# Hiệu ứng nhiệt của thực phẩm
Tác dụng động lực đặc hiệu (SDA), còn được gọi là hiệu ứng nhiệt của thực phẩm (TEF) hoặc sinh nhiệt do chế độ ăn kiêng (DIT), là mức tiêu hao năng lượng trên tốc độ chuyển hóa cơ bản do tiêu hao chế biến thực phẩm để sử dụng và lưu trữ. Sản xuất nhiệt bởi mỡ nâu được kích hoạt sau khi ăn một bữa ăn là một thành phần bổ sung của quá trình sinh nhiệt do chế độ ăn uống. Hiệu ứng nhiệt của thực phẩm là một trong những thành phần của quá trình trao đổi chất cùng với tốc độ trao đổi chất khi nghỉ ngơi và thành phần tập thể dục. Một ước tính thường được sử dụng về hiệu ứng nhiệt của thực phẩm là khoảng 10% lượng calo của một người, mặc dù hiệu quả thay đổi đáng kể đối với các thành phần thực phẩm khác nhau. Ví dụ, chất béo trong chế độ ăn kiêng rất dễ chế biến và có rất ít tác dụng nhiệt, trong khi protein khó chế biến và có tác dụng nhiệt lớn hơn nhiều.

## Các yếu tố ảnh hưởng đến hiệu ứng nhiệt của thực phẩm
Hiệu ứng nhiệt của thực phẩm được tăng lên bằng cả việc luyện tập aerobic đủ thời gian và cường độ hoặc bằng cách tập luyện yếm khí. Tuy nhiên, mức tăng là không đáng kể, lên tới 7-8 calo mỗi giờ. Các yếu tố quyết định chính của TEF hàng ngày là tổng hàm lượng calo của các bữa ăn và thành phần dinh dưỡng đa lượng của các bữa ăn. Tần suất bữa ăn ít hoặc không ảnh hưởng đến TEF; giả sử tổng lượng calo trong ngày là tương đương.
Mặc dù một số người tin rằng TEF có thể giảm béo phì, kết quả không nhất quán và phương pháp nghiên cứu không nhất quán đã không xác nhận các tuyên bố đó.
Cơ chế của TEF vẫn chưa được biết đến. TEF đã được mô tả là năng lượng được sử dụng trong phân phối các chất dinh dưỡng và quá trình trao đổi chất ở gan, an, ☃☃ nhưng một động vật bị cắt gan cho thấy không có dấu hiệu của TEF và tiêm amino acid vào tĩnh mạch cho kết quả tương đương với đường uống của các amino acid tương tự. :505

## Các loại thực phẩm
Hiệu ứng nhiệt của thực phẩm là năng lượng cần thiết cho tiêu hóa, hấp thu và thải bỏ các chất dinh dưỡng từ thức ăn chúng ta ăn vào. Độ lớn của nó phụ thuộc vào thành phần của thực phẩm được tiêu thụ:
- Carbohydrate: 5 đến 15% năng lượng tiêu thụ [5]
- Protein: 20 đến 35%
- Chất béo: nhiều nhất là 5 đến 15% [6]

Cần tây và bưởi chùm thô thường được cho là có cân bằng calo âm (cần nhiều năng lượng để tiêu hóa hơn so với thu hồi từ thực phẩm), có lẽ vì hiệu ứng nhiệt lớn hơn hàm lượng calo do chất xơ cao phải được nghiền ra để hấp thụ carbohydrate của chúng. Tuy nhiên, chưa có nghiên cứu nào được thực hiện để kiểm tra giả thuyết này và một lượng đáng kể hiệu ứng nhiệt phụ thuộc vào độ nhạy insulin của từng cá nhân, với những người nhạy cảm với insulin có tác dụng đáng kể, trong khi những người có sức đề kháng tăng không đáng kể.
Trung tâm thực phẩm chức năng tại Đại học Oxford Brookes đã thực hiện một nghiên cứu về tác động của ớt và triglyceride chuỗi trung bình (MCT) đối với chế độ ăn kiêng (DIT). Họ kết luận rằng "thêm ớt và MCT vào bữa ăn sẽ tăng DIT hơn 50%, theo thời gian có thể tích lũy để giúp giảm cân và ngăn ngừa tăng cân hoặc lấy lại cân nặng".
Viện Dinh dưỡng Con người của Úc đã tiến hành một nghiên cứu về ảnh hưởng của hàm lượng bữa ăn trong chế độ ăn kiêng của phụ nữ đối với tác dụng nhiệt của thực phẩm và thấy rằng bao gồm thành phần có chứa chất xơ hòa tan và amyloza không làm giảm lượng thức ăn tự phát mà thay vào đó là năng lượng nạp vào cao hơn mặc dù giảm tác dụng đường huyết và insulin.

## Đo TEF
Hiệu ứng nhiệt của thực phẩm nên được đo trong vòng lớn hơn hoặc bằng năm giờ.
Tạp chí Dinh dưỡng lâm sàng Hoa Kỳ công bố rằng TEF kéo dài hơn sáu giờ đối với phần lớn mọi người.